# Универсална десетична класификация
Универсалната десетична класификация (съкратено УДК) е система за библиотечна класификация, разработена от белгийските библиографи Пол Отле и Анри Лафонтен в края на 19 век. Тя представлява по-нататъшно развитие на десетичната класификация на Мелвил Дюи. Използва допълнителни знаци за посочване на различни специални свойства на класифицирания обект или за посочване на взаимовръзки. През годините УДК е била модернизирана и разширявана.
УДК е универсална, тъй като обхваща цялото човешко знание и дейност. Това я прави удобна за различни цели и особено за библиотеки с универсален характер на фондовете. Обектите, подлагани на класификация спрямо УДК могат да имат произволен вид. Обикновено това са писмени документи (книги, статии и др.), но УДК може да се използва и за класификация на филми, видео- и звукозаписи, илюстрации, карти, музейни експонати и др. Пълната версия на УДК включва над 220 000 раздела.
Една от главните отличителни особености на УДК е нейната йерархична структура. На всеки раздел е съпоставена десетична дроб между 0 и 1 (напр. 0,175), като за удобство се изпускат нулата и десетичната запетая, а групите от три последователни цифри се отделят с точка. Така например раздел 61 „Медицина“ има подраздел 611 „Анатомия“, който от своя страна има подраздел 611.8 „Нервна система. Сетивни органи“ и т.н. По такъв начин УДК може да се разширява до безкрайност с нови раздели без да се налагат промени в номерата на вече съществуващите раздели.
УДК е построена на систематичния принцип. Един и същ предмет, напр. „нефт“ може да се среща на различни места в зависимост от отрасъла на знанието. Така например раздел 547 „Органична химия“ има подраздел „Химия на нефта“, раздел 553 „Находища на полезни изкопаеми“ има подраздел „Находища на нефт“, раздел 622 „Минно дело“ има подраздел „Добив на нефт“, раздел 662 „Взривни вещества. Гориво“ има подраздел „Нефтът като гориво“ и т.н.
Един документ може да бъде класифициран като принадлежащ към няколко раздела посредством допълнителни знаци. Например:
| +  | плюс            | добавяне             | напр. 59+636 означава зоология (59) и животновъдство (636)                                                  |
| /  | наклонена черта | интервал             | напр. 592/599 „Систематична зоология“ е подраздел на 59 „Зоология“ и включва всички раздели между 592 и 599 |
| :  | двоеточие       | отношение            | напр. 17:7 означава връзка на етиката (17) с изкуството (7)                                                 |
| [] | квадратни скоби | алгебрично групиране | напр. 31:[622+669](485) означава статистика (31) на минното дело (622) и металургията (669) в Швеция (485)  |
| =  | равенство       | език                 | напр. 59=20 означава зоология (59), на английски език (=20)                                                 |

УДК се използва изключително успешно с компютри.

## Главни раздели на УДК

### 0 Общ отдел
0 ОБЩ ОТДЕЛ
001	НАУКА. НАУКОЗНАНИЕ. ОРГАНИЗАЦИЯ НА УМСТВЕНИЯ ТРУД
001.89	Организация на науката и научноизследователската работа
Организация на научните изследвания, опитно-конструкторската работа, експеримент и контрол, рационализация и изобретателство, нововъведения и иновации
Вж и 005; 007; 351.85
2	ПЕЧАТ. ИНФОРМАЦИОННА ДЕЙНОСТ. КНИГОЗНАНИЕ. ДОКУМЕНТАЦИЯ
3	ПИСМЕНОСТ. СИСТЕМИ НА ПИСМО. ЗНАЦИ И СИМВОЛИ. СЕМИОТИКА (ОБЩИ ВЪПРОСИ). КОДОВЕ. ГРАФИЧНО ПРЕДСТАВЯНЕ НА МИСЪЛТА
06	ОРГАНИЗАЦИИ. СЪЮЗИ. НАУЧНИ ИНСТИТУЦИИ. МУЗЕИ. ИЗЛОЖБИ
Литература върху специализирани организации и институти се класифицира в съответните отдели с отношение към 06 и деленията му. С помощта на специалните определители с .01/.09 се класифицира литература върху дейността на различните организации, органите им на управление, членство, имущество, персонал, чествания, годишнини, юбилеи и пр.
Специалните определители с .01/.09 не се прилагат към индекс 069.
06.06	Изложби, конкурси и др.
06.63	Конкурси
06.64	Изложби
06.67	Подбор, оценка
06.68	Присъждане на премии и награди
Подразделя се с помощта на А/Я и знак за отношение според вида дейност
061.1	Държавни организации и обединения (в съответствие с държавното и
международното право)
Вж и 341.21
061.23	Организации, асоциации, движения със специални
цели и/или области на дейност. Професионални асоциации
Тук се отнасят професионални, идеологически, религиозни и тайни
организации и движения (Ку-клукс-клан, масонски общества, орден на
тамплиерите, окултни движения и др.), клубове и кръжоци
061.5	Стопански, индустриални и търговски предприятия.
Търговски къщи, фирми. Производствени обединения. Концерни Вж и 347.7; 658 Подразделят се с помощта на знака за отношение: (Табл. Ib) към индекса, определящ профила на предприятието; по териториален признак (чрез определителите за място) (Табл. 1е), напр.:
061.5(497.2)	11редприятия в България
061.5:621.31 (497.223)	Електроенергетично
обединение в София
069	МУЗЕИ. СБИРКИ. ГАЛЕРИИ. ПОСТОЯННИ ИЗЛОЖБИ. МУЗЕОЛОГИЯ
Литература върху специални (отраслови) музеи се класифицира в съответните отдели със знак за отношение към 069, напр.:
745:069 Музей за приложно и декоративно изкуство Литература за отделни видове музеи може също да се класифицира в 069.02
Подразделят се с определители за място (Табл. 1е)

### Философия
1 ФИЛОСОФИЯ
ОСНОВНИ ДЕЛЕНИЯ
133	ПРОБЛЕМИ НА ОКУЛТНОТО. ТЕОРИИ И СИСТЕМИ НА ЕЗОТЕРИЧНИТЕ
ДИСЦИПЛИНИ, КОИТО ИЗЯСНЯВАТ И ИНТЕРПРЕТИРАТ ФЕНОМЕНИТЕ И ПРОБЛЕМИТЕ НА ОКУЛТНОТО
133.5	Особени окултни области. Общи въпроси
Индексите се образуват със знака за отношение към съответната наука, напр.:
133.5:51 Окултна математика. Теория на числата Вж и 159.961 Номерология
133.5:54
133.5:549
133.5:61
Алхимия
Окултна минералогия. Окултна гемология Окултна медицина
141	ВИДОВЕ СИСТЕМИ И НАПРАВЛЕНИЯ
141.30	Томизъм
159.9	ПСИХОЛОГИЯ
159.961	Парапсихология
Халюцинации. Илюзии. Пророчество. Предсказание. Магии. Демонология. Телепатия. Спиритизъм. Номерология Вжи 133:398.4:615.851
161/162	КАТЕГ ОРИИ НА ЛОГИКАТА
165	ТЕОРИЯ НА ПОЗНАНИЕТО. ЕПИСТЕМОЛОГИЯ
165.0	Общи въпроси на познанието. Истина. Заблуждение
165.62	Феноменология
165.63	Рационализъм. Интелектуализъм
165.71	Догматизъм. Абсолютизъм
165.72	Скептицизъм
Нихилизъм, релативизъм. пробабилизъм, номинализъм, терминизъм, конвеиционализъм
165.73	Позитивизъм. Агностицизъм
Неопозитивизъм, физикализъм
165.74	Прагматизъм. Хуманизъм. Инструментализьм
Философия на действието, активизъм, философия на живота, биологизъм
165.75	Структурализъм
17	ЕТИКА. УЧЕНИЕ ЗА МОРАЛА. ПРАКТИЧЕСКА ФИЛОСОФИЯ
Уточнение: 1 7.01/.03 са специални определители
СПЕЦИАЛНИ ОПРЕДЕЛИТЕЛИ
17.022	Морална оценка. Ценности на живота, щастието, естетически,
социални, морални, религиозни. Репутация. Имидж. Слава. Чест. Последици от моралното поведение: субективни, обективни. Награда. Наказание
17.03	Школи и концепции в етиката
17.31	според същността на нравствеността
17.32	според произхода на нравственото съзнание
17.33	според основите на моралните задължения
17.34	според мотивите на моралното поведение
17.35	според обектите на моралното поведение
17.36	според целите на моралното поведение
17.037 17.038
Отказ от морални задължения. Етически скептицизъм.
Аморалност. Нихилизъм
Индиферентизъм
176	СЕКСУАЛНА ЕТИКА
177	МОРАЛ И ОБЩЕСТВО. ЧОВЕШКИ ОТНОШЕНИЯ. УВАЖЕНИЕ. НЕЗАВИСИМОСТ
177.1	Благородство. Кавалерство. Чест. Добро възпитание. Изисканост
178	МОРАЛ И ВЪЗДЪРЖАНИЕ. НАРКОТИЦИ

### Обществени науки
- 30 Теории, методология и методи на обществените науки. Социография

303 Методи на обществените науки
304 Социални въпроси в цялост. Критика на социалната организация. Социални реформи общо. Практически социални проблеми. Социална политика (общи въпроси)
308 Социография. Социално положение (Условия на политическия и социалния живот. Социално и социално-икономическо положение на отделни страни, народи, раси. Социална география)
- 31 Демография. Социология. Статистика

311 Статистиката като наука. Теория на статистиката
312 Статистика на населението (демографска статистика)
314 Демография. Изучаване на населението
316 Социология
316.1 Предмет, обхват и граници на социологията. Социологията като наука
316.2 История на социологическите учения, школи и направления
316.3 Общество. Социална структура
316.4 Социални процеси
316.6 Социално поведение. Социална психология
316.7 Социология на културата и на цивилизацията
- 32 Политика

321 Форми на политическа организация. Държавите като политически сили
322 Религиозна политика
323 Вътрешна политика
324 Избори
325 Миграция. Колонизация
326 Робство
327 Международна политика. Външна политика
328 Представителни органи. Парламенти. Правителства
329 Политически партии и движения
- 33 Икономика. Икономически науки

330 Икономически науки в цялост
331 Труд. Икономика и организация на труда
332 Земя и почва. Недвижимо имущество
334 Стопански субекти
336 Финанси. Митническо дело. Банково дело. Пари
338 Икономическа история. Икономическо положение. Икономическа политика. Организация на производството.
339 Търговия
- 34 Право. Наука за държавата и правото

340 Право, общи въпроси. Увод в правото. Помощни науки
341 Международно право
342 Държавно право. Конституционно право. Административно право
343 Наказателно право
344 Военно наказателно право. Морско наказателно право
347 Гражданско право. Търговско право. Морско право. Процесуално право
348 Църковно право
349 Специални отрасли на правото. Отрасли на правото със смесен характер
349.2 Трудово право
349.3 Социално право
349.4 Поземлено и аграрно право
349.6 Правни проблеми на опазването на околната среда
349.7 Атомно право
- 351/354 Обществено управление

351 Основни задачи на общественото управление
352 Местно управление. Общинско управление
353 Регионално управление
354 Централно управление
- 355/359 Военно изкуство. Военни науки

355 Военно дело в цялост
356/358 Родове сухопътни и въздушни войски
356 Пехота. Обща военна служба
357 Кавалерия. Моторизирани части
358.1 Артилерия и ракетни войски
358.2 Инженерни войски. Специални части
358.3 Технически служби на войската
358.4 Военновъздушни сили
359 Военноморски флот
- 36 Социални грижи. Социално осигуряване. Застрахователно дело

364 Фактори влияещи на благосъстоянието. Видове социална помощ
368 Социално осигуряване. Застрахователно дело
- 37 Възпитание. Образование. Просвета. Организация на свободното време
- 39 Етнология. Етнография. Нрави. Обичаи. Бит. Фолклористика

### Математика. Естествени науки
501 Общи въпроси
502 Изучаване и опазване на природата.
504 Околна среда
51 Математика
510 Основни и общи проблеми
510.5 Алгоритми и изчислими функции
510.6 Математическа логика
511 Теория на числата
512 Алгебра
514 Геометрия
515.1 Топология
517 Математически анализ
517.2 Диференциално смятане
517.3 Интегрално смятане
517.4 Функционални детерминанти. Интегрални преобразувания. Операционно смятане
517.5 Теория на функциите
517.9 Диференциални, интегрални и други функционални уравнения
519.1 Комбинаторика. Теория на графите
519.2 Вероятности и математическа статистика
519.6 Изчислителна математика, числен анализ и програмиране
519.7 Математическа кибернетика
519.8 Изследване на операциите
52 Астрономия. Астрофизика. Космически изследвания. Геодезия
520 Инструменти и техника
521 Теоретична астрономия. Небесна механика
523 Слънчева система
524 Звезди. Вселена
527 Навигационна астрономия
528 Геодезия. Фотограметрия. Картография
529 Хронология. Календар
53 Физика
530.1 Основни закони и принципи във физиката
531/534 Механика
531 Обща механика. Механика на твърдите тела
531.1 Кинематика (теория на движението)
531.2 Статика
531.3 Динамика. Кинетика
531.4 Работа. Тегло. Маса. Триене. Пасивно съпротивление
531.5 Гравитация
531.6 Механична енергия
531.7 Измерване на геометрични и механични величини
531.8 Теория на машините и механизмите
532 Механика на флуидите (течности и газове)
532.1 Обща хидростатика (налягане, вътрешно триене, сцепление, свиваемост)
532.5 Движение на течностите. Хидродинамика
532.6 Повърхностни явления. Капилярност
532.7 Кинетична теория на течностите. (осмоза, кристализация, разтворимост)
533 Механика на газовете. Аеродинамика. Плазма
533.1 Свойства на газовете
533.2 Еластичност. Свиваемост. Втечняване. Газови смеси
533.5 Разредени газове. Физика на вакуума
533.6 Аеродинамика
533.7 Кинетична теория на газовете
533.9 Физика на плазмата
534 Трептене. Акустика
534.1 Трептене на телата и възбуждане на трептения
534.2 Разпространение на трептенията. Вълни (скорост на разпространение, отражение на звука (ехо), пречупване, наслагване и др.)
534.3 Музикални звуци и възприемане
534.4 Анализ и синтез на звуковете
534.6 Акустични измервания
534.7 Физиологична и медицинска акустика
534.8 Приложения на акустиката
535 Оптика
535.1 Теория на светлината
535.2 Разпространение на светлинната енергия
535.3 Разпространение на светлинните лъчи (отражение, пречупване, поглъщане, изпускане и др.)
535.31 Геометрична оптика
535.33 Общо за спектрите. Спектри на излъчването
535.37 Луминисценция. Флуоресценция
535.4 Интерференция. Дифракция
535.5 Поляризация
535.6 Цветове
535.8 Приложения на оптиката
536 Топлина. Термодинамика
536.1 Обща теория
536.2 Топлопроводимост
536.3 Взаимодействие на телата и топлинно излъчване
536.4 Влияние на температурата върху обема и структурата на телата
536.5 Температура
536.6 Измерване на топлината
536.7 Термодинамика
536.8 Теория на топлинните машини
537 Електричество. Магнетизъм
539 Строеж на материята
54 Химия. Кристалография. Минералогия
541 Теоретична химия
541.1 Физикохимия
541.11 Термохимия
541.12 Химична механика
541.13 Електрохимия
541.132 Електролитна дисоциация. Йони
541.135 Електролиза. Електролити. Поляризация
541.14 Фотохимия
541.15 Радиационна химия
541.17 Топохимия
541.18 Колоидна химия. Капилярна химия
541.182 Дисперсни системи. Истински колоиди
541.183 Контактни системи. Химия на повърхностните явления
541.2 Теория на атомите
541.4 Видове химични съединения (окиси, киселини, основи, соли и т.н.)
541.5 Валентност
541.6 Химичен строеж в цялост
541.7 Алотропия. Физическа изометрия
541.8 Разтвори и разтворимост
541.9 Класификации
542 Практическа лабораторна химия
543 Аналитична химия
543-4 Реактиви, индикатори и др.
543.06 Аналитични методи
543.2 Специални химически методи на анализ
543.3 Анализ на водата
543.4 Оптични методи
543.5 Други физико-химични (освен оптическия) методи
543.7 Анализ на неорганични вещества
543.8 Анализ на органични вещества
543.9 Анализ чрез биологични реакции
546 Неорганична химия (съдържа подраздели за различните химични елементи)
547 Органична химия
548/549 Кристалография. Минералогия
548 Кристалография
549 Минералогия
55 Наука за Земята. Геология. Геофизика
56 Палеонтология
57 Биологически науки
58 Ботаника
59 Зоология

### Приложни науки. Медицина. Техника. Селско стопанство
- 60 Приложни науки. Общи въпроси

608 Изобретения и открития в областта на естествените и приложните науки. Рационализации. Патенти. Промишлени образци
- 61 Медицина

61:355 Военна медицина
611 Анатомия
611.1/611.8 Анатомия на отделни органи и системи
611.1 Сърдечно-съдова система
611.2/611.6 Анатомия на вътрешните органи
611.2 Дихателна система
611.3 Храносмилателна система
611.4 Лимфна система. Жлези с вътрешна секреция
611.6 Пикочно-полова система
611.7 Опорно-двигателен апарат. Кости. Мускули. Кожа
611.8 Нервна система
611.9 Топографска анатомия. Общо описание на тялото и областите на тялото
612 Физиология
612.0 Обща физиология (физиологични теории, обща физиология на клетката, биохимия, имунитет и др.)
612.1/612.8 Специална физиология
612.1 Кръвообращение
612.2 Дишане
612.3 Храносмилане
612.4 Жлези
612.5 Телесна топлина
612.6 Размножаване и развитие. Физиология на възрастта и пола
612.61 Мъжки полови органи
612.62 Женски полови органи
612.63 Бременност
612.66 Физиология на възрастта (пубертет, менструация, менопауза, плодовитост и безплодие и др.)
612.67/612.68 Стареене
612.7 Двигателен апарат. Глас. Кожа
612.73/612.75 Мускули. Кости
612.76 Физиология на движението (скорост, координация, умора и др.)
612.78 Глас. Говор
612.79 Кожа
612.8 Нервна система. Сетивни органи
612.81 Периферна нервна система
612.82 Главен мозък (вкл. висша нервна дейност, сън, обща физиология на възприятието)
612.83 Гръбначен мозък
612.84/612.88 Слух. Обоняние. Вкус. Осезание
612.89 Вегетативна нервна система
613 Хигиена
613.1 Климатични фактори за здравето
613.2 Хигиена на храненето
613.3 Хигиена на напитките
613.4 Лична хигиена
613.5 Жилищна хигиена
613.6 Хигиена на труда
613.7 Хигиена на отдиха и съня (хигиенна и производствена гимнастика, спорт, отдих)
613.8 Хигиена на нервната система
613.81 Влияние на спиртните напитки
613.83 Влияние на наркотиците
613.84 Влияние на тютюна
613.86 Психично и нравствено здраве (воля, морал, емоционалност, умствена преумора)
613.88 Хигиена на половия живот (полови излишества, проституция, полово въздържание)
613.885 Перверзии
613.888 Предпазване от бременност
613.89 Хигиена на брака
613.9 Хигиена на възрастта и пола
614 Здравеопазване
615 Фармация. Фармакология. Обща терапия. Токсикология
615.01 Специални въпроси на фармакологията (получаване на лекарствени препарати и др.)
615.03 Клинична фармакология
615.099 Отрявяния с лекарства
615.1 Обща фармация
615.2 Видове лекарствени средства според действието им (съдоразширяващи, отхрачващи, диуретици и др.)
615.3 Видове лекарствени средства според произхода им (химични, животински, растителен, микробиологичен произход, ензими, витамини, хормони, консервирана кръв и др.)
615.4 Фармацевтични препарати. Медицински материали. Оборудване
615.8 Физиотерапия, радиотерапия, психотерапия, диетотерапия и други нелекарствени терапевтични средства
615.9 Токсикология. Отрови
616 Патология. Клинична медицина
616-001/616-009 Видове болести
616-001 Увреждания. Травми
616-002 Възпаления
616-003 Регресивни процеси (чужди тела, бъбречни камъни, дегенерация и др.)
616-004 Склерозиране
616-005 Местни разстройства на кръвообращението
616-006 Тумори. Неоплазми
616-007 Аномалии в развитието. Уродства
616-008 Функционални и метаболитни разстройства
616-009 Нервни разстройства
616-01/616-09 Общи въпроси на патологията
616-01 Различни въпроси за болестите, болните и медицинската намеса
616-02 Причини на болестите
616-03 Форми на заболяване (епидемии, пандемии, прогноза, смърт, рецидив, разпространение в организма и т.н.)
616-05 Болести, свързани с характеристики на болния (възраст, пол, родствени отношения, занятие и др.)
616-07 Прояви, признаци, форми на заболяванията. Диагностика (с подраздели за видове диагностика)
616-08 Лечение
616-091 Патологична анатомия
616-092 Патологична физиология
616.1/616.4 Вътрешни болести
616.1 Болести на сърдечно-съдовата система
616.2 Болести на дихателните органи
616.21 Болести на ушите, носа, гърлото
616.3 Болести на храносмилателната система
616.31 Стоматология. Болести на устната кухина
616.4 Болести на кръвотворните органи
616.5 Кожни болести
616.6 Болести на пикочната система
616.7 Болести на опорно-двигателния апарат
616.8 Болести на нервната система
617 Ортопедия. Хирургия. Офталмология (общи въпроси; отделните болести са в 616 и 618)
618 Гинекология. Акушерство
618.1 Гинекология
618.2/618.7 Акушерство
618.2 Нормална бременност
618.3 Патология на бременността
618.4 Нормално раждане (физиология)
618.5 Патология на раждането
618.6 Физиология и хигиена на постродилния период
619 Сравнителна медицина. Ветеринария
- 62 Техника. Технически науки

62-1/62-9 Характеристики на части на машините, процесите и изделията
62-1 Общи характеристики
62-2 Машинни елементи (неподвижни елементи, предавки, свързващи елементи, пружини, ротори и др.)
62-3 Елементи на разпределителните механизми, спирачните устройства и др.
62-4 Състояние и форма на материалите (агрегатно състояние, форма)
62-5 Регулиране на машините и процесите
62-6 Двигатели според вида на горивото
62-7 Системи за обслужване, поддържане и предпазване
62-8 Машини според начина на задвижване (парно, хидравлично, електрическо, механично и др.)
62-9 Работни характеристики, параметри и условия
620 Изпитване на материалите. Стокознание. Силови централи. Обща енергетика
621 Общо машиностроене. Ядрена техника. Електротехника. Технология на машиностроенето в цялост
621.3 Електротехника
621.31 Електротехника. Производство, преобразуване, пренос, разпределение и регулиране на електроенергията. Електроизмерителна техника. Техническо приложение на магнетизма и статичното електричество.
621.313 Електрически машини
621.314 Преобразуване на електрическата енергия. Трансформатори. Преобразуватели. Изправители
621.314.2 Преобразуване на променлив ток в променлив
621.316 Разпределение и регулиране на електрическата енергия
621.316.7 Техника на регулиране на електричеството
621.316.72 Регулиране на електрически величини
621.316.72 Регулиране на напрежение. Регулатори на напрежение
622 Минно дело
623 Военна техника
624 Строителни конструкции
625 Железопътно строителство
626/627 Хидротехническо строителство
628 Водоснабдяване. Канализация. Осветление
629 Техника на транспортните средства
- 63 Селско стопанство. Гори. Лов. Риболов

630 Гори
631 Общи въпроси на селското стопанство
632 Вредители на растенията
633/635 Растениевъдство
636 Животновъдство
637 Мляко, месо и други животински продукти
638 Развъждане на полезни насекоми
639 Лов. Рибно стопанство. Риболов
- 64 Домакинство

641/642 Хранителни продукти. Хранене
641 Хранителни продукти
642 Хранене
643/645 Жилища
643 Жилищни помещения (кухня, спалня, баня и др.; домашни библиотеки)
644 Санитарно-техническо обзавеждане (отопление, осветление, водоснабдяване и др.)
645 Обзавеждане с мебели (вкл. килими, тапети, пердета, картини, вази, обзавеждане на баня и др.)
646/648 Организация на домашния бит
646 Облекло. Лична хигиена. Козметика
648 Пране. Почистване
649 Грижи за децата, болните, гостите
- 65 Управление и организация на предприятията и дейностите. Полиграфическа промишленост и издателско дело

651 Канцеларска работа
654 Организация и използване на съобщенията
655 Полиграфическа промишленост. Издателско дело. Книгоразпространение
656 Организация и използване на транспорта и пощите
657 Счетоводство
658 Организация на предприятията
658.1 Видове предприятия
658.2 Съоръжения. Сгради
658.3 Работна сила. Трудови условия
658.5 Организация на производството
658.6 Организация на търговията. Обслужване
658.7 Снабдяване
658.8 Пласмент
659 Рекламно дело. Промишлена и търговска информация
659.1 Рекламно дело
659.2 Информационна система. Справки
- 66 Химическа технология и промишленост и сродни отрасли

661 Продукти на основната химическа промишленост
662 Взривни вещества. Горива
663 Техническа микробиология. Напитки. Технология на вкусовите вещества (вкл. цигарена промишленост и производство на наркотици)
664 Хранителна и консервна промишленост (без напитки)
665 Технология на маслата, мазнините и восъците
666 Стъкларска и керамична промишленост. Изкуствени камъни. Цимент
667 Бои
668 Металургия. Метали и сплави
- 67/68 Различни производства и занаяти

67 Различни отрасли
671 Изделия от благородни метали и скъпоценни камъни
672 Изделия от чугун, стомана
673 Изделия от цветни неблагородни метали
674 Изделия от дърво
675 Изделия от кожа
676 Изделия от хартия и картон
677 Текстилни изделия
678 Изделия от високомолекулярни вещества (пластмаса, каучук и др.)
679 Технология на обработката на камък и други природни материали
681 Фина механика
681.1 Прибори със зъбни колела и други движещи механизми
681.2 Измерителни прибори
681.3 Машини за обработка на данни
681.31 Компютри
681.5 Системи за автоматично управление и регулиране
681.6 Размножаващи машини (копирни машини, пишещи машини и др.)
681.7 Оптични уреди
681.8 Музикални инструменти
681.9 Машини за репродуциране, гравиране и др.
682 Ръчни ковашки работи
683 Железрски, отоплителни и др. метални изделия
684 Мебелно производство
685 Обувна промишленост
686 Книговезко производство. Производство на рамки на огледала, на канцеларски и др. принадлежности
- 69 Строителство

691 Строителни материали и елементи
692 Конструктивни части и елементи
693 Зидарски бетонни и други строителни работи
694 Строителство с дървени конструкции. Кофражи. Дърводелство
696 Санитарно-техническо оборудване
697 Отопление, вентилация и климатизация
698 Други довършителни и специални строителни работи
699 Защита на сградите. Изолации

### Изкуство. Художествени занаяти. Фотография. Развлечения. Игри. Спорт
- 7.0

7.01 Обща теория на изкуството. Естетика на изкуството. Философия на изкуството
7.01:316 Социология на изкуството
7.010 Общи въпроси на теория на изкуството
7.011 Скици. Проекти. Планове. Композиция
7.013 Пропорции. Хармония. Оразмеряване. Форми. Ритъм. Линия
7.014 Композиция
7.016 Профили. Орнаменти
7.017 Различни оптически ефекти и влияния
7.02 Техника на изкуството
7.021 Методи. Процеси
7.022 Обзавеждане. Инструменти. Ателиета
7.023 Материали за работа
7.024 Спомагателни средства (надписи, рамки, легенди и др.)
7.025 Повреждане. Унищожаване. Реставрация. Съхраняване. Опазване на произведенията на изкуството
7.026 Отпечатване. Копиране. Размножаване. Факсимилета
7.03 История на изкуството (периоди и фази). Художествени стилове и влияния (с допълнителни подраздели за географски райони и време)
7.031 Първобитно и примитивно изкуство (древно и съвременно)
7.032 Изкуство на Стария свят. Антично изкуство. Стилове
7.033 Изкуство на християнското и ислямското средновековие
7.034 Изкуство на епохата на Възраждането (XV-XVI век). Барок. Рококо
7.035/7.036 Изкуство след епохата на Възраждането. Стилове и направления на XIX и XX век.
7.037 Изкуство между експресионизма и абстрактното изкуство (фовизъм, кубизъм, футуризъм, дадаизъм, сюрреализъм, конструктивизъм)
7.038 Абстрактно изкуство
7.04 Обекти на художествено изображение. Художествени образи. Иконография
7.05 Приложение и предназначение на изкуството
7.06 Различни въпроси на изкуството (фалшификация на произведения на изкуството, социална значимост, чисто и приложно изкуство, упадъчно изкуство)
7.07 Професии и видове деятели в изкуството
7.08 Характерни особености, форми, кобинации в изкуството
7.09 Други въпроси
7.091 Представления и представяне на произведения на изкуството
7.092 Конкурси, прегледи и др.
7.094 Филмови представления (на балет, цирк, опера и др.)
7.096 Радиопредавания (на концерти, оперни представления и др. п.)
7.097 Телевизионни предавания
- 71 Планиране на населени места. Градоустройство. Градинска архитектура. Паркове. Оформление на природната среда

711 Общонационално, регионално и градоустройствено планиране
711.1 Общи въпроси
711.2 Регионално планиране
711.3 Планиране на селскостопански райони и местности
711.4 Планиране на населени места
711.5 Планиране на райони, зони и квартали в градовете и селата
711.6 Разположение на сградите в градовете. Ситуационен план
711.7 Планиране на транспортните пътища и съоръжения
711.8 Планиране на съоръжения за комунално обслужване
712 Оформяне на околната среда. Градинска архитектура. Паркове
718 Гробища, крематориуми и други места за погребения
719 Опазване на природните забележителности и културните паметници
- 72 Архитектура

721 Архитектура на сгради
725 Архитектура на обществени, търговски и промишлени сгради
726 Църковна архитектура
727 Архитектура на сгради с научно, просветно и културно предназначение
728 Жилищна архитектура
- 73/76 Изобразителни изкуства и художествени занаяти

73 Пластични изкуства
730 Скулптура. Общи въпроси
736 Художествена резба на камък и метал. Щампи
737 Нумизматика
738 Художествена керамика. Грънчарско изкуство
739 Художествена обработка на метали
74 Рисуване. Чертане. Приложно изкуство. Художествени занаяти. Интериор. Дизайн
741/744 Рисуване. Техническо чертане
741 Рисуване. Общи въпроси
742 Перспектива в рисунките и чертежите
743 Анатомично рисуване. Пластична анатомия
744 Чертане. Геометрично, техническо рисуване. Надписи
745/749 Приложно изкуство. Художествени занаяти. Интериор. Дизайн
745 Художествени занаяти
746 Художествени ръкоделия
747 Интериор
748 Витражно изкуство
749 Художествено изработени мебели, осветителни тела и отоплителни прибори
75 Живопис
76 Графични изкуства. Графика
- 77 Фотография. Кинематография
- 78 Музика

781 Обща теория на музиката
781.1 Научни основи: математически, физически, физиологически, психологически. Музикална акустика
781.2 Елементарна теория на музиката
782/785 Музикални жанрове
782 Театрална музика. Опера. Оперета
783 Църковна музика. Религиозна музика
784 Вокална музика
785 Инструментална музика
786/789 Музика за отделни музикални инструменти
786 Музика за клавишни инструменти
787 Музика за струнни инструменти
788 Музика за духови инструменти
789.1/789.8 Музика за ударни инструменти
789.9 Музика за механични музикални инструменти, пианола, оркестрион и др., за инструменти с електрическо и електронно възпроизвеждане на звука
- 79 Масови развлечения. Зрелищни изкуства. Игри. Спорт

791 Масови развлечения и представления
791.4 Демонстрация на изображения (визуални и картинни представления, панорами и др.)
791.43 Киноизкуство. Кинофилми
791.43-21 Филмови трагедии
791.43-22 Филмови комедии
791.43-24 Исторически филми
791.43-252 Филми-приказки
791.43-293.2 Филми оперети и опери
791.43-311.3 Филмови усетърни
791.43-312.4 Криминални (детективски) филми
791.43-92 Филмива информация. Кинохроники
791.44 Производство на кинофилми
791.44.022 Материали, оборудване, осветление
791.44.024 Филмови заглавия. Субтитри и др.
791.44.026 Филмови копия
791.44.071 Създатели на кинофилмите
791.44.071.1 Режисьори
791.44.071.2 Киноактьори
791.44.071.5 Оператори. Звукооператори
794.45 Кинотеатри. Прожекция на филми
791.5 Восъчни фигури (паноптикум), игри с кукли, игра на сенки и др.
791.6 Обществени празници. Паради. Илюминации
791.7 Градински увеселения
791.8 Зоопаркове и циркове. Дресура на животни. Състезания на животни
792 Театър. Сценично изкуство
793 Обществени тържества и празненства. Танци. Хореография
793.2 Празници и тържества
793.3 Хореография. Танци. Евритмия
793.4 Подвижни игри (сляпа баба, криеница и др.)
793.7 Други игри. Викторини, гатанки, поговорки, кръстословици
793.8 Забавна физика, трикове, фокуси, илюзионизъм, хоби (общи въпроси) и др.
793.9 Други игри
794 Игри на маса. Умствени игри
794.01 Теория и философия на математическите игри
794.02 Уреди и правила за игри (маси, карти и др.)
794.05 Стратегия и тактика
794.08 Участници (брой, комбинации и др.)
794.09 Състезания. Телевизионно и филмово представяне
794.1 Шахмат
794.2 Малки игри на маса (дама, шашки и др.)
794.3 Игри на маса с фигури и пионки
794.4 Игри с карти
794.5 Игри за ловкост. Главоблъсканици
794.8 Игри на маса за деца (мозайки, футболни игри на маса и др.)
794.9 Хазартни игри
796/799 Спорт. Спортни игри
796.01 Философия, теория, методика, етика, естетика на спорта
796.01:15 Спортна психология
796.01:612 Спортна физиология
796.01:316 Спортна социиология
796.011 Философски и научно-теоретични основи на физическата култура и спорта
796.011.5 Спортна етика
796.011.7 Спортна естетика
796.012 Кинематика. Спортни движения. Моторика
796.015 Методика. Спортни тренировки. Спортни резултати
796.02 Технически въпроси. Уреди и спортен инвентар
796.03 Видове спортни движения (напр. олимпийско движение, олимпийски игри)
796.05 Спортни направления. Спортна стратегия и тактика
796.06 Общи въпроси на организацията на спорта
796.062 Организация и ръководство на спорта
796.063 Спортни правила
796.065 Спортно съдийство
796.07 Спортни деятели
796.071 Спортисти
796.073 Спортна публика
796.078 Държавно и обществено съдействие за развитие на спорта
796.09 Спортни състезания. Рекорди
796.1 Спорт и други подвижни игри на открито
796.2 Спортни игри с движение и ловкост
796.3 Игри с топка
796.31/796.32 Ръчни игри с топка
796.31 Игри с малка топка (индийска топка, поло и др.)
796.32 Игри със спортна голяма топка
796.322 Хандбал
796.323 Баскетбол
796.325 Волейбол
796.33 Игри с топка (с крак)
796.332 Футбол
796.333 Ръгби
796.334 Пушбол и американски футбол
796.34 Игри с ракета и топка
796.342 Тенис
796.344 Бадминтон
796.352 Голф
796.355 Хокей на трева
796.357 Бейзбол
796.358 Крикет
796.359 Други игри
796.38 Игри с топка на маса
796.382 Билярд и други аналогични игри
796.386 Тенис на маса
796.4 Гимнастика. Лека атлетика. Акробатика
796.41 Гимнастика (производствена, художествена, спортна). Акробатика
796.42 Лека атлетика
796.43 Скокове. Хвърляне. Тласкане
796.5 Туризъм. Алпинизъм. Ориентиране
796.6 Велосипеден спорт. Ролков спорт (пързаляне с ролкови кънки)
796.7 Автомобилен спорт. Мотоциклетен спорт
796.8 Спортна борба. Тежка атлетика
796.81/796.82 Борба
796.83 Бокс
796.85 Азиатски видове спортна борба. Ръкопашен бой
796.86 Фехтовка
796.88 Вдигане на тежести
796.9 Зимни видове спорт. Бягане с кънки. Ски-спорт. Спорт с шейни
797 Воден спорт. Въздушен спорт
798 Конен спорт. Други видове спорт с животни
799 Спортен риболов. Спортен лов. Спортна стрелба

### Езикознание. Филология. Художествена литература. Литературознание
- 80 Езикознание. Филология

800 Общи въпроси
800.1 Теория и философия на езика
800.2 Исторически периоди в развитието на езика
800.8 Видове езици
800.81 Примитивни езици
800.83 Живи езици
800.84 Мъртви езици
800.85 Литературни езици
800.86 Специфични езикови форми, идиоми, социални и други модификации на езика
800.87 Диалекти. Диалектология
800.88 Смесени езици
800.89 Изкуствени езици. Международни помощни езици. Логически езици
800.892 Есперанто
800.9 Езици, изразени чрез условни знаци
800.92 Езици за програмиране
800.93 Език на жестовете. Разговорна мимика. Език на глухонемите
801 Общо езикознание и филология
801:316 Социолингвистика
801.1 Правопис. Ортография
801.11 Азбука
801.14 Различни правописни системи. Правописни реформи. Фонетична ортография
801.15 Произношение
801.16 Графични знаци за ударение и интонация. Диакритични знаци
801.18 Съкращения на сложни названия (абревиатури)
801.19 Препинателни знаци
801.2 Части на речта
801.3 Лексикология. Езикови речници. Лексикография
801.4 Фонетика. Физиология на звука
801.5 Граматика
801.52 Сравнителна граматика
801.53 Историческа граматика
801.54 Етимология. Образуване на думите. Заимствания
801.55 Морфология
801.56 Синтаксис
801.6 Метрика. Прозодия. Теория на стихосложението
801.7 Спомагателни филологически дисциплини (подразделя се с двоеточие, напр. 801.7:930.27 „Епиграфика и палеография като спомагателна филологическа дисциплина“)
801.73 Кригика и тълкуване на текстове. Херменевтика
801.8 Филологически и езиковедски извори. Сборници текстове
802/809 Отделни езици и езикови групи (със съответни подраздели)
- 82 Литературознание

82-1/82-9 Литературни форми. Литературни жанрове
82-1 Поезия
82-2 Драма
82-3 Проза
82-4 Художествена публицистика
82-5 Речи
82-6 Писма. Кореспонденции. Епистоларни жанрове
82-7 Сатирична проза
82-8 Сборници със смесени материали (антологии, христоматии, сентенции, афоризми, гатанки и др.)
82-9 Други видове литературни публикации
82.0 Теория на литературата. Литературна техника
82.01 Литературна естетика
82.03 Теория и техника на превода
82.08 Литературна дейност. Литературна техника. Стил. Редактиране. Ораторско изкуство
82.09 Литературна критика
820/899 Литература на отделните нации, народи и страни (със съответните подраздели)

### География. Биографии. История
- 90

902 Археология
903 Предистория
904 Паметници на културата на исторически периоди. Археологически паметници. Старини
908 Краезнание
- 91 География. Географски изследвания на страните. Пътешествия. Странознание

910 Общи въпроси на географията. Географията като наука. Географски изследвания на страните. Пътешествия
911 Обща география. География на геофакторите и общата география
911.2 Физическа география
911.3 География на културните аспекти на ландшафта
911.3:312 География на населението
911.37 География на населените места
911.372 Населени места: местоположение, видове, функционално предназначение и форми на заселване
911.373 Селски селища. Изучаване и география на селските селища
911.374 Специални видове селища (крайградски и сателитни, средищни, неинтегрирани търговски центрове, промишлени центрове (извън застроената територия), селища при жп гари и др.)
911.375 Градове, изучаване и география
911.5 Типологична география (типове ландшафти)
911.7 Сравнителна география
911.8 Нормативна география
911.9 Приложна география
912 Нетекстови публикации по география. Фотографии. Рисунки. Диаграми. Профили. Карти. Картограми. Атласи. Глобуси
913 Регионална география. География на стария свят. Историческа география
914/919 Географско описание на отделни страни. Странознание (този раздел съдържа подраздели за различните географски райони – континенти, страни и др.)
- 92 Биографии

929.5 Генеалогия
929.6 Хералдика. Наука за гербовете
929.9 Знамена и флагове
- 93/99 История

930 Историческа наука. Помощни исторически науки
931/939 Стара и антична история
932 История на Египет (до 640 г.)
933 История на еврейския народ
934 История на Стара Индия и Индокитай
935 История на Стария Изток, Мидия, Персия, Асирия и Вавилония
936 История на северно-европейските, западно-европейските и източно-европейските племена и народи, германци, келти, брити и славяни (до 476 г.)
937 История на Рим (до 476 г.)
938 История на Гърция (до 323 г.)
939.7 История на Стара Африка
939.8 История на Стара Югоизточна Европа
94 Средновековна и нова обща история (този раздел съдържа подраздели за различните географски райони – континенти, страни и др.)